# سوسکچه دماغ‌دراز اسماراگدینوس
سوسکچه دماغ‌دراز اسماراگدینوس (نام علمی: Pachyrhynchus smaragdinus) نام یک گونه از سرده سوسکچه دماغ‌دراز پاچیرینچوس است.